# Ödets hand
Ödets hand (franska: Providence) är en fransk-schweizisk dramafilm från 1977 i regi av Alain Resnais.

## Utmärkelser
Filmen vann Césarpriset för bästa film 1978.

## Roller (urval)
- Dirk Bogarde – Claud Langham
- Ellen Burstyn – Sonia Langham
- John Gielgud – Clive Langham
- David Warner – Kevin Woodford
- Elaine Stritch – Helen Wiener
- Samson Fainsilber – gubben
- Cyril Luckham – dr Mark Eddington
- Tanya Lopert – miss Lister
- Joseph Pitoors – äldre man
- Denis Lawson – Dave Woodford
- Kathryn Leigh Scott – miss Boon
- Milo Sperber – Jenner